# Gustav Adolf Theill
Gustav Adolf Theill (* 7. Februar 1924 in Remscheid; † 29. November 1997 in Köln) war ein deutscher Kirchenmusiker und Komponist.

## Leben
Theill wurde als Sohn des Remscheider Fabrikanten Gustav Theill und seiner Frau Auguste geboren. Im pietistisch geprägten und für die bekennende Kirche engagierten Elternhaus kam er bereits früh mit der evangelischen Kirchenmusik in Berührung. Die evangelische Kirche ermöglichte ihm eine Ausbildung zum nebenberuflichen Kirchenmusiker (C-Schein). In den frühen 1960er Jahren hatte er eine Kirchenmusiker-Stelle an der Auferstehungskirche in Köln-Ostheim inne. Seine besondere Liebe gehörte der Musik Johann Sebastian Bachs. Mit Bachs Werk setzte er sich später in verschiedenen Schriften auseinander, die Tonsprache seiner Kompositionen knüpfte an die Harmonik von Felix Mendelssohn Bartholdy und Max Reger an. Besondere Aufmerksamkeit errang er mit der Rekonstruktion verschollener oder nur als Fragment erhaltener Werke Johann Sebastian Bachs. Hierbei ist seine wichtigste Arbeit die Rekonstruktion und Ergänzung von Bachs Markuspassion geworden. Seinen Lebensunterhalt verdiente Theill als Heilpraktiker in Köln, wo er eine Praxis und von 1971 bis 1980 auch das Kölner Thermalbad betrieb. Von seinen sechs Kindern haben vor allem seine Tochter Karola Theill, die als Pianistin in Berlin lebt, und sein Sohn, der Musikwissenschaftler Hans-Joachim Theill, die Musikalität des Vaters geerbt.

## Schriften
- Die Markuspassion von Joh. Seb. Bach (BWV 247)
- Beiträge zur Symbolsprache Johann Sebastian Bachs

## Tonträger
- Markuspassion (Johanneskantorei Köln-Klettenberg, Ltg. Gerda Schaarwächter)

## Kompositionen
- Die Seligpreisungen (1947)
- Mitten wir im Leben sind
- Gründonnerstags-Kyrie
- diverse Choralbearbeitungen für Orgel
- Der Maler
- Markuspassion (Rekonstruktion und Ergänzung)